# Cissy Kityo
Cissy Kityo Mutuluuza (de soltera Cissy Kityo) es una médica, epidemióloga e investigadora ugandesa. Es la Directora Ejecutiva del Centro Conjunto de Investigación Clínica, una institución de investigación médica de propiedad del gobierno en Uganda, especializada en el tratamiento y manejo del VIH/SIDA.

## Comienzos y educación
Kityo es originaria del distrito de Mpigi, en la región central de Uganda. Asistió a escuelas locales de Uganda para su educación preuniversitaria. Estudió en la Facultad de Medicina de la Universidad de Makerere, y se graduó primero con una licenciatura en medicina y una licenciatura en cirugía (MBChB). Ella siguió eso con una Maestría en Medicina (MMed), también de la Universidad de Makerere. Posteriormente, Kityo obtuvo una Maestría en Salud Pública (MPH) de la Escuela de Salud Pública Bloomberg de  Johns Hopkins, en Baltimore, Maryland, Estados Unidos.

## Carrera
Tiene más de 20 años de experiencia en el campo del diagnóstico, tratamiento, prevención e investigación del VIH/SIDA. Desde alrededor de 1992, se encuentra entre las pioneras del uso de la terapia antirretroviral (ART) en el África subsahariana. Kityo ha sido una de las defensoras e impulsoras de la ampliación del tratamiento en Uganda. Ella es parte del equipo que planeó y redactó el primer plan estratégico de Uganda para una política y un programa nacional de ARV para aumentar el acceso a la atención y los ARV.
Kityo se ha desempeñado como investigadora principal (PR), (Co-RP) o investigadora en muchos ensayos clínicos, epidemiológicos y operativos de tratamiento del VIH e infecciones relacionadas, incluida la tuberculosis. También ha estado involucrada en el estudio de la prevención de la transmisión del VIH y en la preparación de vacunas contra el VIH. Kityo está particularmente interesada en ensayos clínicos, implementación de TAR, evolución de la resistencia a los medicamentos contra el VIH, reservorios del VIH y en investigación operativa.
Se ha desempeñado como miembro del "AIDS Task Force (ATF)" en Uganda y como presidenta del "Subcomité de atención clínica del SIDA" de la ATF. Kityo ha publicado artículos y libros relacionados sobre VIH.

## Otras responsabilidades
En su calidad de subdirectora ejecutiva del JCRC, Cissy Kityo es miembro de la Junta Directiva de la institución.